# Violette Morris
Violette Morris (París, 18 de abril de 1893 – Eure, 26 de abril de 1944) fue una atleta francesa que ganó, entre otros muchos trofeos, dos oros y una medalla de plata en los Juegos Mundiales Femeninos en 1921–1922. En 1936, se convirtió en espía para la Alemania nazi, desempeño que continuó durante la Segunda Guerra Mundial. Fue asesinada en 1944 en una emboscada de la Resistencia acusada de traidora a Francia.

## Biografía
La más joven de seis hermanas, hijas de un barón y capitán de caballería retirado, Morris pasó su adolescencia estudiando en un convento, L'Assomption de Huy. Presionada por su familia, se casó con otro militar, Cyprien Gouraud el 22 de agosto de 1914. Se divorciaron en mayo de 1923. Sirvió en la Primera Guerra Mundial como enfermera voluntaria durante la Batalla del Somme y como correo motorizado durante la Batalla de Verdún. Fue conduciendo ambulancias y motocicletas durante la guerra cuando se aficionó a la velocidad.

### Carrera deportiva
Morris, con 1,66 m y 68 kg de peso, era una atleta dotada, convirtiéndose en la primera mujer francesa en sobresalir en lanzamiento de peso y disco, y jugaba en dos equipos de fútbol femeninos diferentes. Compitió para el Fémina Sports de 1917 hasta 1919, y para el Olympique de París de 1920 a 1926. Ambos equipos se asentaron en París. Violette también jugó en el equipo nacional femenino de Francia.
Además de su carrera futbolística, participó activamente en muchos otros deportes. Fue seleccionada para el equipo nacional francés de waterpolo, aunque no había por entonces ninguna selección femenina de ese deporte. Fue una ávida boxeadora, y a menudo competía contra hombres y los derrotaba. Se convirtió en campeona nacional francesa en 1923. Entre otros deportes en los que participaba estaban las carreras de bicicleta, carreras de motocicleta, carreras de coches, carreras de aviones, carreras de caballos, equitación, tenis, tiro con arco, salto de trampolín, natación, halterofilia, y lucha grecorromana. Sus años atléticos más brillantes se sitúan entre 1921 y 1924, cuando su lema era "Ce qu'un homme fait, Violette peut le faire!" (en español, "Cualquier cosa que un hombre puede hacer Violette la puede hacer!". En 1924 participó de nuevo en la Olimpiada Femenina de 1924 logrando la medalla de oro en disco y lanzamiento de peso. Más tarde, ganó la carrera automovilística de 24 horas Bol d'Or en 1927 al volante de un B.N.C..

### Estilo de vida

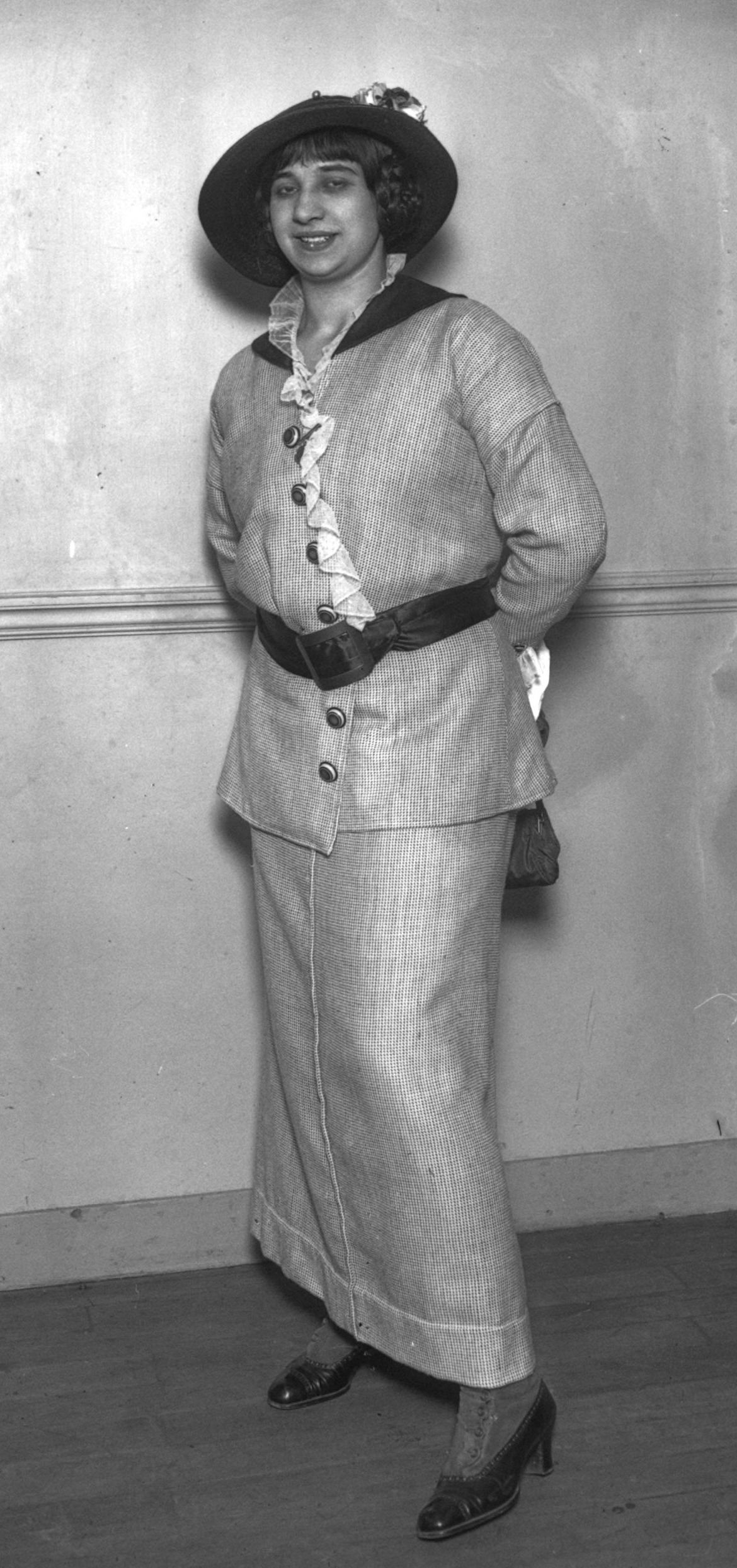
Violette Morris, en 1913

Morris tenía un estilo de vida bastante diferente al papel tradicional asignado a las mujeres durante los años 1920. Además de sus actividades atléticas de gran alcance, Morris no asumía los comportamientos tradicionales femeninos de su época. Vestía ropa de hombre, era una gran fumadora y bebedora. Tampoco ocultaba su lesbianismo.
La Fédération française sportive féminine (FFSF – Federación francesa deportiva femenina) rechazó renovarle la licencia debido a las quejas por su estilo de vida «escandaloso» impidiéndole participar en los Juegos Olímpicos de Ámsterdam 1928. La agencia citó su «falta de moral», en particular, la inclinación de Morris por llevar ropa masculina. Violette apeló, pero durante el juicio su último amante masculino, Raoul Paoli, confirmó su vida disoluta y que Morris se acababa de someter a una mastectomía electiva, según ella misma para poder conducir más fácilmente los entonces estrechos coches de carreras, donde le era difícil encajar su busto acorde con su fuerte constitución. Morris perdió el caso, se retiró de la competición deportiva y abrió una tienda de accesorios, compraventa y desguace de automóviles en París, donde, con  sus empleados, arreglaban y montaban coches de carreras. Jean Cocteau, para quien hizo de chófer en varias ocasiones, la retrató en un dibujo.

### Colaboración y espionaje
El crack del 29 y el inicio de la Gran Depresión afectó a su negocio y acabó cerrando la tienda. A finales de diciembre de 1935, Morris fue reclutada por el Sicherheitsdienst (Servicio de Seguridad), un ala de la SS de la Alemania nazi. Fue invitada de honor en los Juegos Olímpicos de Berlín 1936 a petición personal de Adolf Hitler. Entregó a Alemania planos parciales de la Línea Maginot, detalló planes de puntos estratégicos de la ciudad de París, y esquemas del tanque principal del ejército francés, el Somua S-35. Sus planos formaron parte integral de la invasión alemana de París en 1940. Se benefició de la ocupación alemana, a menudo en connivencia con el hampa local. Vivió durante la ocupación alemana en una barcaza flotante en el río Sena junto a su amante Yvonne de Bray, participando en el mercado negro de charcutería y licores. 
Una de sus responsabilidades principales durante la guerra fue frustrar el funcionamiento de la Dirección de Operaciones Especiales, una organización británica que ayudaba a la resistencia. Desde 1942 colaboró con la Gestapo en los interrogatorios bajo tortura a miembros de la resistencia, llevados a cabo en la calle Lauriston. Su crueldad con las detenidas le valió el apodo de "hiena de la Gestapo". Por estas actividades, Morris fue sentenciada a muerte in absentia y asesinada cuando regresaba de Normandía a París, en una carretera rural por miembros de un grupo de la resistencia francesa el 26 de abril de 1944, a los 51 años recién cumplidos, mientras conducía su lujoso Citroën 15 CV Six con un matrimonio amigo acompañado de su yerno y dos hijos pequeños, quienes eran también colaboradores. Todos los ocupantes murieron al ser ametrallado el vehículo al pasar. Su cuerpo, acribillado a balazos, no fue reclamado, y fue enterrado en una fosa común.